# 비올레타 (노래)
"비올레타"는 2019년 공개된 아이즈원의 노래로, 아이즈원의 두 번째 미니 음반 HEART*IZ의 타이틀 곡이다.